# Багге, Эрих
Эрих Багге (нем. Erich Rudolf Bagge; 30 мая 1912, Нойштадт-Кобург — 5 июня 1996, Киль) — немецкий физик-ядерщик.

## Биография
Родился 30 мая 1912 год в  Нойштадт-Кобург, Королевство Бавария, Германская империя (ныне — город в федеральной земле «Свободное государство Бавария», Германия).

### Учёба
Учился в Берлине и Мюнхене.

### Учёная степень
В 1938 году — защитил диссертацию в Лейпциге под руководством Вернера Гейзенберга.

### Работа
Во время Второй мировой войны — работал над немецким урановым проектом вместе с Гейзенбергом и Куртом Дибнером в Институте кайзера Вильгельма.
В 1942 году — создал установку (центрифугу) для обогащения урана.
В мае 1945 года — вместе с Гейзенбергом, Дибнером, Отто Ганом, Вальтером Герлахом, Карлом фон Вайцзеккером, Максом фон Лауэ, Паулем Хартеком и Хорстом Коршингом вывезен в Фарм-Холл (Англия).
С 1948 года — профессор Гамбургского университета.
В 1957 году — создал Институт прикладной ядерной физики в Киле.
В 1956 году — совместно с Куртом Дибнером создал ООО по применению ядерной энергии в судостроении и судоходстве. Под его руководством построено в Киле в 1968 году первое германское судно с ядерным реактором — атомный рудовоз «Отто Ган».

### Смерть
Умер 5 июня 1996 года в городе Киль, Германия.